# Isospora
Genre
Isospora est un genre de protistes parasites internes de type sporozoaire, classé parmi les Coccidia. Chez le chat, il provoque des diarrhées.

## Systématique
Le nom valide complet (avec auteur) de ce taxon est Isospora Schneider, 1881. Isospora rara est l'espèce type.
Isospora a pour synonymes :
- Cystoisospora Frenkel, 1977
- Diplospora Labbé, 1893
- Hyaloklossia Labbé, 1896
- Levineia Dubey, 1977
- Lucetina Henry & Leblois, 1925

## Liste des espèces
Selon The Taxonomicon (27 novembre 2023) :
- Isospora anseris
- Isospora belli
- Isospora bigemina
- Isospora bronchocelae T.E. McQuistion et al., 2001
- Isospora canis
- Isospora felis
- Isospora heydorni
- Isospora hominis
- Isospora mandari
- Isospora marquardti Duszynski & Brunson, 1972
- Isospora mejiro
- Isospora peromysci
- Isospora rara Schneider, 1881
- Isospora rivolta
- Isospora suis (Biester & Murray, 1934)
- Isospora thibetana S. Perrucci et al., 1998
- Isospora yukonensis Hobbs & Samuel, 1974

Selon GBIF (27 novembre 2023) :
- Isospora attilae
- Isospora belli Wenyon, 1923
- Isospora bocagei Modrý & Jirk, 2006
- Isospora brasilsatoae Oliveira, Oliveira, Rodrigues, Silva-Carvalho, Andrade, Cardozo, Ferreira & Berto, 2019
- Isospora burrowsi Trayser & Todd, 1978
- Isospora canis Nemeséri, 1959
- Isospora coerebae Berto, Flausino, Luz, Ferreira & Lopes, 2010
- Isospora dipperia Salgado-Miranda, García-Albarrán & Soriano-Vargas, 2020
- Isospora felis Wenyon, 1923
- Isospora gmelini McAllister & Seville, 2020
- Isospora leachiani Modrý, Jirk & Veselý, 2004
- Isospora lopesi Silva-Carvalho & Berto, 2018
- Isospora machadoae Pinho, Silva, Rodrigues, Lopes, Oliveira, Luz, Ferreira, Lopes & Berto, 2018
- Isospora mccurtainensis McAllister & Seville, 2021
- Isospora ohioensis Dubey, 1975
- Isospora phainopepla Salgado-Miranda, García-Albarrán, Duszynski & Soriano-Vargas, 2019
- Isospora pitiguari Lopes, Berto, Luz, Galvão, Ferreira & Lopes, 2014
- Isospora ramphoceli
- Isospora rivolta (Grassi, 1879) Wenyon, 1923
- Isospora suis Biester, 1934
- Isospora sykorai Modrý, Jirk & Veselý, 2004
- Isospora toxostomai Celene Salgado-Miranda & Edgardo Soriano-Vargas, 2019